# Primera División femenina de fútbol sala 2008-09
La temporada 2008-09 de Primera División es la 15.ª edición de la máxima categoría de la Liga Nacional de Fútbol Sala Femenina de España. La competición se disputa anualmente, empezó el 20 de septiembre de 2008, y terminó 7 de junio de 2009.
La Primera División consta de un grupo único integrado por dieciséis equipos. Siguiendo un sistema de liga, los dieciséis equipos se enfrentan todos contra todos en dos ocasiones -una en campo propio y otra en campo contrario- sumando un total de 30 jornadas. El orden de los encuentros se decide por sorteo antes de empezar la competición. La clasificación final se establece con arreglo a los puntos totales obtenidos por cada equipo al finalizar el campeonato. Los equipos obtienen tres puntos por cada partido ganado, un punto por cada empate y ningún punto por los partidos perdidos. El equipo que más puntos sume al final del campeonato será proclamado campeón de Liga y los que finalizan en las tres últimas posiciones descienden de categoría.
El Femesala Elche Ocio Azul es el equipo defensor del título, y el Preconte Telde, CD Bimil·lenari, Bitango Kettal Fuenlabrada descendieron de categoría y su plaza fue ocupada por los equipos de Zona Franca Cádiz, Valdetirres Ferrol y FS Torrepacheco.

## Información de los equipos
| Club                     | Ciudad        | Comunidad Autónoma   | Entrenador/a           | Pabellón                            | Aforo |
| ------------------------ | ------------- | -------------------- | ---------------------- | ----------------------------------- | ----- |
| Femesala Elche Ocio Azul | Elche         | Comunidad Valenciana | Carlos Navarro         | Esperanza Lag                       | 2.000 |
| Encofra Navalcarnero     | Navalcarnero  | Comunidad de Madrid  | Raul Martínez          | La Estación                         | 1.500 |
| Somotrans Móstoles       | Móstoles      | Comunidad de Madrid  | David Zamorano         | Villafontana                        | 450   |
| Cajasur Córdoba          | Córdoba       | Andalucía            | David Diaz             | P.M.D. Vistalegre                   | 3.500 |
| UCAM El Pozo Murcia      | Murcia        | Región de Murcia     | Juan Francisco Noguera | Infante                             |       |
| Ponte Ourense            | Orense        | Galicia              | Gonzalo Iglesias       | Os Remedios                         | 2.500 |
| Valladolid FSF           | Valladolid    | Castilla y León      | Paco Mellado           | Pilar Fernández Valderrama          | 1.545 |
| FSF Gironella            | Gironella     | Cataluña             | Xavier Pasarrius       | Municipal de Gironella              |       |
| Pinto FS                 | Pinto         | Comunidad de Madrid  | Carlos Corona          | Príncipe de Asturias                | 5.000 |
| Diamante Rioja           | Logroño       | La Rioja             | Pedro Abad             | Palacio de los Deportes de La Rioja | 4.000 |
| Mainfer Zaragoza         | Zaragoza      | Aragón               | Alfonso Rodríguez      | Siglo XXI                           | 2.780 |
| VP Soto del Real         | Soto del Real | Comunidad de Madrid  | Guillermo Camarón      | Municipal Soto del Real             |       |
| Teccan Logroño           | Logroño       | La Rioja             | Sergio Martínez        | Lobete                              |       |
| FS Torrepacheco          | Torre-Pacheco | Región de Murcia     | Cristina Abellán       | Virgen del Paasico                  |       |
| Zona Franca Cádiz        | Cádiz         | Andalucía            | Kiko Oliva             | Centro Histórico                    |       |
| Valdetires Ferrol        | Ferrol        | Galicia              | Viruco                 | Esteiro                             |       |

### Cambios de entrenadores
| Equipo                   | Entrenador (Jornadas)  | Fecha de vacante    | Posición en la tabla | Entrenador entrante        | Fecha de nombramiento |
| ------------------------ | ---------------------- | ------------------- | -------------------- | -------------------------- | --------------------- |
| Valdetires Ferrol        | Viruco (1-16)          | 30 de enero de 2009 | .º                   | Mari Carmen (16- )         | 5 de febrero de 2009  |
| Femesala Elche Ocio Azul | Carlos Navarro (1-20)  | 3 de marzo de 2009  | .º                   | Maravillas Sansano (21- )  | 5 de marzo de 2009    |
| FS Torrepacheco          | Cristina Abellán (1- ) |                     | .º                   | Oscar Ramón Martínez ( - ) |                       |

## Equipos por comunidad autónoma
| Comunidad autónoma   | N.º | Equipos                                                             |
| -------------------- | --- | ------------------------------------------------------------------- |
| Comunidad de Madrid  | 4   | Futsi Navalcarnero, Tecnocasa Móstoles, Pinto FS, VP Soto del Real. |
| La Rioja             | 2   | Diamante Rioja, Teccan Logroño.                                     |
| Andalucía            | 2   | Cajasur Córdoba, Zona Franca Cádiz.                                 |
| Región de Murcia     | 2   | UCAM El Pozo Murcia, FS Torrepacheco.                               |
| Galicia              | 2   | Ponte Ourense, Valdetires Ferrol.                                   |
| Comunidad Valenciana | 1   | Femesala Elche.                                                     |
| Castilla y León      | 1   | Valladolid FSF.                                                     |
| Cataluña             | 1   | FSF Gironella.                                                      |
| Aragón               | 1   | Mainfer Zaragoza.                                                   |

## Clasificación
|                                          |     | Equipos              | PJ | G  | E | P  | GF  | GC  | Dif. | Pts. |
| ---------------------------------------- | --- | -------------------- | -- | -- | - | -- | --- | --- | ---- | ---- |
|                                          | 1.  | Cajasur Córdoba      | 30 | 22 | 6 | 2  | 124 | 61  | +63  | 72   |
|                                          | 2.  | Femesala Elche       | 30 | 22 | 4 | 4  | 117 | 60  | +57  | 70   |
|                                          | 3.  | Somotrans Móstoles   | 30 | 21 | 5 | 4  | 144 | 72  | +72  | 68   |
|                                          | 4.  | Encofra Navalcarnero | 30 | 19 | 5 | 6  | 128 | 73  | +55  | 62   |
|                                          | 5.  | Diamante Rioja       | 30 | 16 | 7 | 7  | 124 | 78  | +46  | 55   |
|                                          | 6.  | Pinto FS             | 30 | 15 | 9 | 6  | 108 | 74  | +34  | 54   |
|                                          | 7.  | Ponte Ourense        | 30 | 13 | 7 | 10 | 110 | 94  | +16  | 46   |
|                                          | 8.  | UCAM Murcia          | 30 | 13 | 6 | 11 | 109 | 97  | +12  | 45   |
|                                          | 9.  | Mainfer Zaragoza     | 30 | 12 | 5 | 13 | 114 | 115 | -1   | 41   |
|                                          | 10. | Kupsa Teccan Logroño | 30 | 12 | 4 | 14 | 83  | 88  | -5   | 40   |
|                                          | 11. | Valladolid FSF       | 30 | 12 | 2 | 16 | 101 | 108 | -7   | 38   |
|                                          | 12. | VP Soto del Real     | 30 | 9  | 2 | 19 | 74  | 114 | -40  | 29   |
|                                          | 13. | Gironella Magic Park | 30 | 5  | 8 | 17 | 56  | 82  | -26  | 23   |
|                                          | 14. | FS Torrepacheco      | 30 | 5  | 3 | 22 | 72  | 128 | -56  | 18   |
|                                          | 15. | Valdetires Ferrol    | 30 | 3  | 2 | 25 | 56  | 185 | -129 | 11   |
|                                          | 16. | Zona Franca Cádiz    | 30 | 2  | 3 | 25 | 37  | 128 | -91  | 9    |
| Última actualización: 7 de junio de 2009 |     |                      |    |    |   |    |     |     |      |      |

|  | Campeón de Liga                       |
|  | Descendido a Segunda División 2009-10 |

|                                    |
| Bandera de Andalucía               |
| Campeón Cajasur Córdoba 1.º título |

### Evolución de la clasificación
| Equipo / Jornada     | 1  | 2  | 3  | 4  | 5  | 6  | 7  | 8  | 9 | 10 | 11 | 12 | 13 | 14 | 15 | 16 | 17 | 18 | 19 | 20 | 21 | 22 | 23 | 24 | 25 | 26 | 27 | 28 | 29 | 30 |
| Equipo / Jornada     |    |    |    |    |    |    |    |    |   |    |    |    |    |    |    |    |    |    |    |    |    |    |    |    |    |    |    |    |    |    |
| -------------------- | -- | -- | -- | -- | -- | -- | -- | -- | - | -- | -- | -- | -- | -- | -- | -- | -- | -- | -- | -- | -- | -- | -- | -- | -- | -- | -- | -- | -- | -- |
| Cajasur Córdoba      | 9  | 6  | 8  | 5  | 4  | 3  | 2  | 1  | - | -  | -  | -  | -  | -  | -  | -  | -  | -  | -  | -  | -  | -  | -  | -  | -  | -  | -  | -  | -  | -  |
| Somotrans Móstoles   | 5  | 2  | 2  | 2  | 2  | 1  | 1  | 2  | - | -  | -  | -  | -  | -  | -  | -  | -  | -  | -  | -  | -  | -  | -  | -  | -  | -  | -  | -  | -  | -  |
| Encofra Navalcarnero | 3  | 1  | 1  | 1  | 1  | 4  | 4  | 3  | - | -  | -  | -  | -  | -  | -  | -  | -  | -  | -  | -  | -  | -  | -  | -  | -  | -  | -  | -  | -  | -  |
| Pinto FS             | 6  | 3  | 4  | 3  | 3  | 2  | 3  | 4  | - | -  | -  | -  | -  | -  | -  | -  | -  | -  | -  | -  | -  | -  | -  | -  | -  | -  | -  | -  | -  | -  |
| Mainfer Zaragoza     | 16 | 15 | 13 | 13 | 13 | 10 | 7  | 5  | - | -  | -  | -  | -  | -  | -  | -  | -  | -  | -  | -  | -  | -  | -  | -  | -  | -  | -  | -  | -  | -  |
| Femesala Elche       | 4  | 7  | 9  | 7  | 7  | 8  | 5  | 6  | - | -  | -  | -  | -  | -  | -  | -  | -  | -  | -  | -  | -  | -  | -  | -  | -  | -  | -  | -  | -  | -  |
| UCAM Murcia          | 2  | 9  | 5  | 10 | 11 | 9  | 6  | 7  | - | -  | -  | -  | -  | -  | -  | -  | -  | -  | -  | -  | -  | -  | -  | -  | -  | -  | -  | -  | -  | -  |
| Ponte Ourense        | 10 | 12 | 12 | 8  | 9  | 12 | 9  | 8  | - | -  | -  | -  | -  | -  | -  | -  | -  | -  | -  | -  | -  | -  | -  | -  | -  | -  | -  | -  | -  | -  |
| Kupsa Teccan Logroño | 1  | 5  | 3  | 6  | 5  | 5  | 8  | 9  | - | -  | -  | -  | -  | -  | -  | -  | -  | -  | -  | -  | -  | -  | -  | -  | -  | -  | -  | -  | -  | -  |
| VP Soto del Real     | 13 | 13 | 10 | 12 | 10 | 7  | 10 | 10 | - | -  | -  | -  | -  | -  | -  | -  | -  | -  | -  | -  | -  | -  | -  | -  | -  | -  | -  | -  | -  | -  |
| Valladolid FSF       | 7  | 4  | 7  | 4  | 6  | 6  | 11 | 11 | - | -  | -  | -  | -  | -  | -  | -  | -  | -  | -  | -  | -  | -  | -  | -  | -  | -  | -  | -  | -  | -  |
| Diamante Rioja       | 11 | 8  | 11 | 9  | 8  | 11 | 12 | 12 | - | -  | -  | -  | -  | -  | -  | -  | -  | -  | -  | -  | -  | -  | -  | -  | -  | -  | -  | -  | -  | -  |
| FS Torrepacheco      | 12 | 10 | 6  | 11 | 12 | 13 | 13 | 13 | - | -  | -  | -  | -  | -  | -  | -  | -  | -  | -  | -  | -  | -  | -  | -  | -  | -  | -  | -  | -  | -  |
| Valdetires Ferrol    | 15 | 16 | 16 | 16 | 16 | 14 | 14 | 14 | - | -  | -  | -  | -  | -  | -  | -  | -  | -  | -  | -  | -  | -  | -  | -  | -  | -  | -  | -  | -  | -  |
| Gironella Magic Park | 8  | 11 | 14 | 14 | 14 | 15 | 15 | 15 | - | -  | -  | -  | -  | -  | -  | -  | -  | -  | -  | -  | -  | -  | -  | -  | -  | -  | -  | -  | -  | -  |
| Zona Franca Cádiz    | 14 | 14 | 15 | 15 | 15 | 16 | 16 | 16 | - | -  | -  | -  | -  | -  | -  | -  | -  | -  | -  | -  | -  | -  | -  | -  | -  | -  | -  | -  | -  | -  |

## Resultados
Los horarios corresponden a la CET (Hora Central Europea) UTC+1 en horario estándar y UTC+2 en horario de verano.
| Ponte Ourense        | 2 - 3 | Pinto             | 20 de septiembre | 17:00 | Los Remedios          | 400 |
| Encofra Navalcarnero | 5 - 2 | Soto del Real     | 20 de septiembre | 17:30 | La Estación           | 200 |
| Cajasur Córdoba      | 1 - 1 | Gironella         | 20 de septiembre | 17:30 | PDM Vista Alegre      | 150 |
| UCAM Murcia          | 6 - 2 | Valdetires Ferrol | 20 de septiembre | 18:00 | Infante               | 150 |
| Somotrans Móstoles   | 4 - 2 | Torrepacheco      | 20 de septiembre | 18:15 | Villafontana          | 350 |
| Teccan Logroño       | 8 - 2 | Mainfer Zaragoza  | 20 de septiembre | 18:15 | Lobete                | 250 |
| Femesala Elche       | 4 - 1 | Zona Franca Cádiz | 20 de septiembre | 18:30 | Esperanza Lag         | 300 |
| Valladolid FSF       | 2 - 1 | Diamante Rioja    | 21 de septiembre | 12:30 | Pilar Fdez Valderrama | 300 |

| Zona Franca Cádiz | 3 - 7 | Somotrans Móstoles   | 27 de septiembre | 16:00 | Centro Histórico      | 200 |
| Soto del Real     | 3 - 4 | Valladolid FSF       | 27 de septiembre | 17:00 | Mun. Soto Real        | 150 |
| Torrepacheco      | 2 - 1 | Ponte Ourense        | 27 de septiembre | 18:00 | Virgen del Pasico     | 150 |
| Diamante Rioja    | 2 - 1 | Femesala Elche       | 27 de septiembre | 18:00 | Pal. Deportes         | 500 |
| Gironella         | 1 - 1 | Teccan Logroño       | 27 de septiembre | 18:00 | Mun. Gironella        | 300 |
| Pinto             | 5 - 0 | UCAM Murcia          | 27 de septiembre | 18:00 | Príncipes de Asturias | 150 |
| Valdetires Ferrol | 2 - 8 | Cajasur Córdoba      | 27 de septiembre | 20:00 | Esteiro               | 200 |
| Mainfer Zaragoza  | 3 - 7 | Encofra Navalcarnero | 28 de septiembre | 11:00 | siglo XXI             | 300 |

| Ponte Ourense        | 7 - 9 | UCAM Murcia       | 4 de octubre | 17:00 | Los Remedios          | 400 |
| Encofra Navalcarnero | 7 - 3 | Gironella         | 4 de octubre | 17:30 | La Estación           | 200 |
| Torrepacheco         | 4 - 2 | Zona Franca Cádiz | 4 de octubre | 18:00 | Virgen del Pasico     | 400 |
| Somotrans Móstoles   | 4 - 1 | Diamante Rioja    | 4 de octubre | 18:15 | Villafontana          | 400 |
| Femesala Elche       | 1 - 2 | Soto del Real     | 4 de octubre | 18:30 | Esperanza Lag         | 300 |
| Cajasur Córdoba      | 3 - 3 | Pinto             | 4 de octubre | 18:30 | PDM Vista Alegre      | 200 |
| Teccan Logroño       | 7 - 1 | Valdetires Ferrol | 4 de octubre | 18:30 | Lobete                | 200 |
| Valladolid FSF       | 2 - 4 | Mainfer Zaragoza  | 5 de octubre | 12:30 | Pilar Fdez Valderrama | 150 |

| Soto del Real     | 3 - 4 | Somotrans Móstoles   | 11 de octubre | 18:00 | Mun. Soto Real        | 200 |
| Gironella         | 1 - 5 | Valladolid FSF       | 11 de octubre | 18:00 | Mun. Gironella        | 300 |
| Pinto             | 4 - 0 | Teccan Logroño       | 11 de octubre | 18:00 | Príncipes de Asturias | 150 |
| UCAM Murcia       | 2 - 3 | Cajasur Córdoba      | 11 de octubre | 18:00 | Infante               | 200 |
| Zona Franca Cádiz | 1 - 6 | Ponte Ourense        | 11 de octubre | 18:30 | Centro Histórico      | 150 |
| Valdetires Ferrol | 1 - 6 | Encofra Navalcarnero | 11 de octubre | 20:00 | Esteiro               | 150 |
| Mainfer Zaragoza  | 4 - 5 | Femesala Elche       | 11 de octubre | 20:00 | siglo XXI             | 350 |
| Diamante Rioja    | 5 - 1 | Torrepacheco         | 12 de octubre | 12:30 | Pal. Deportes         | 500 |

| Femesala Elche       | 2 - 1 | Gironella         | 18 de octubre | 16:00 | Esperanza Lag         | 700 |
| Ponte Ourense        | 1 - 3 | Cajasur Córdoba   | 18 de octubre | 17:00 | Los Remedios          | 200 |
| Encofra Navalcarnero | 4 - 4 | Pinto             | 18 de octubre | 17:30 | La Estación           | 250 |
| Torrepacheco         | 2 - 5 | Soto del Real     | 18 de octubre | 18:00 | Virgen del Pasico     | 150 |
| Somotrans Móstoles   | 3 - 4 | Mainfer Zaragoza  | 18 de octubre | 18:15 | Villafontana          | 150 |
| Zona Franca Cádiz    | 4 - 4 | Diamante Rioja    | 18 de octubre | 18:30 | Centro Histórico      | 150 |
| Teccan Logroño       | 6 - 4 | UCAM Murcia       | 18 de octubre | 18:30 | Lobete                | 300 |
| Valladolid FSF       | 3 - 3 | Valdetires Ferrol | 19 de octubre | 12:30 | Pilar Fdez Valderrama | 200 |

| Soto del Real     | 3 - 1 | Zona Franca Cádiz    | 25 de octubre | 17:00 | Mun. Soto Real        | 150 |
| UCAM Murcia       | 2 - 1 | Encofra Navalcarnero | 25 de octubre | 17:45 | Infante               | 200 |
| Diamante Rioja    | 6 - 6 | Ponte Ourense        | 25 de octubre | 18:00 | Pal. Deportes         | 200 |
| Gironella         | 0 - 5 | Somotrans Móstoles   | 25 de octubre | 18:00 | Mun. Gironella        | 400 |
| Pinto             | 6 - 1 | Valladolid FSF       | 25 de octubre | 18:00 | Príncipes de Asturias | 200 |
| Cajasur Córdoba   | 4 - 1 | Teccan Logroño       | 25 de octubre | 18:30 | Guadalquivir          | 200 |
| Valdetires Ferrol | 3 - 1 | Femesala Elche       | 25 de octubre | 20:00 | Esteiro               | 200 |
| Mainfer Zaragoza  | 5 - 2 | Torrepacheco         | 26 de octubre | 12:00 | siglo XXI             | 300 |

| Ponte Ourense        | 3 - 1  | Teccan Logroño    | 1 de noviembre | 17:00 | Los Remedios          | 500 |
| Encofra Navalcarnero | 3 - 7  | Cajasur Córdoba   | 1 de noviembre | 17:30 | La Estación           | 250 |
| Diamante Rioja       | 2 - 2  | Soto del Real     | 1 de noviembre | 18:00 | Pal. Deportes         | 300 |
| Torrepacheco         | 1 - 1  | Gironella         | 1 de noviembre | 18:00 | Virgen del Pasico     | 250 |
| Somotrans Móstoles   | 10 - 1 | Valdetires Ferrol | 1 de noviembre | 18:15 | Villafontana          | 200 |
| Zona Franca Cádiz    | 2 - 4  | Mainfer Zaragoza  | 1 de noviembre | 18:30 | Centro Histórico      | 150 |
| Femesala Elche       | 3 - 0  | Pinto             | 1 de noviembre | 19:30 | Esperanza Lag         | 600 |
| Valladolid FSF       | 1 - 4  | UCAM Murcia       | 2 de noviembre | 12:30 | Pilar Fdez Valderrama | 100 |

| Soto del Real     | 2 - 3 | Ponte Ourense        | 8 de noviembre | 17:00 | Mun. Soto Real        | 150 |
| UCAM Murcia       | 3 - 3 | Femesala Elche       | 8 de noviembre | 17:45 | Infante               | 400 |
| Gironella         | 2 - 1 | Zona Franca Cádiz    | 8 de noviembre | 18:00 | Mun. Gironella        | 300 |
| Pinto             | 4 - 4 | Somotrans Móstoles   | 8 de noviembre | 18:00 | Príncipes de Asturias | 300 |
| Teccan Logroño    | 0 - 5 | Encofra Navalcarnero | 8 de noviembre | 18:30 | Lobete                | 300 |
| Cajasur Córdoba   | 5 - 2 | Valladolid FSF       | 8 de noviembre | 18:30 | Guadalquivir          | 200 |
| Valdetires Ferrol | 7 - 4 | Torrepacheco         | 8 de noviembre | 20:00 | Esteiro               | 150 |
| Mainfer Zaragoza  | 3 - 2 | Diamante Rioja       | 9 de noviembre | 12:00 | siglo XXI             | 500 |

| Torrepacheco       | 5 - 5 | Pinto                | 15 de noviembre | 18:00 | Virgen del Pasico     | 150 |
| Soto del Real      | 2 - 9 | Mainfer Zaragoza     | 15 de noviembre | 18:00 | Mun. Soto Real        | 100 |
| Zona Franca Cádiz  | 4 - 1 | Valdetires Ferrol    | 15 de noviembre | 18:15 | Centro Histórico      | 150 |
| Somotrans Móstoles | 6 - 0 | UCAM Murcia          | 15 de noviembre | 18:15 | Villafontana          | 300 |
| Femesala Elche     | 4 - 2 | Cajasur Córdoba      | 15 de noviembre | 19:30 | Esperanza Lag         | 400 |
| Diamante Rioja     | 2 - 0 | Gironella            | 16 de noviembre | 12:30 | Pal. Deportes         | 200 |
| Valladolid FSF     | 2 - 3 | Teccan Logroño       | 16 de noviembre | 12:30 | Pilar Fdez Valderrama | 100 |
| Ponte Ourense      | 4 - 4 | Encofra Navalcarnero | 27 de diciembre | 17:00 | Los Remedios          | 500 |

| Gironella            | 0 - 2 | Soto del Real      | 22 de noviembre | 17:00 | Mun. Gironella        | 300 |
| Encofra Navalcarnero | 2 - 4 | Valladolid FSF     | 22 de noviembre | 17:30 | La Estación           | 300 |
| Pinto                | 8 - 1 | Zona Franca Cádiz  | 22 de noviembre | 18:00 | Príncipes de Asturias | 200 |
| UCAM Murcia          | 1 - 1 | Torrepacheco       | 22 de noviembre | 18:30 | Infante               | 450 |
| Cajasur Córdoba      | 2 - 2 | Somotrans Móstoles | 22 de noviembre | 18:30 | PDM Vista Alegre      | 200 |
| Teccan Logroño       | 1 - 5 | Femesala Elche     | 22 de noviembre | 18:30 | Lobete                | 300 |
| Valdetires Ferrol    | 1 - 3 | Diamante Rioja     | 22 de noviembre | 20:00 | Esteiro               | 100 |
| Mainfer Zaragoza     | 2 - 4 | Ponte Ourense      | 23 de noviembre | 12:00 | siglo XXI             | 250 |

| Ponte Ourense      | 4 - 3 | Valladolid FSF       | 29 de noviembre | 17:00 | Los Remedios      | 400 |
| Soto del Real      | 6 - 1 | Valdetires Ferrol    | 29 de noviembre | 18:00 | Mun. Soto Real    | 100 |
| Diamante Rioja     | 2 - 2 | Pinto                | 29 de noviembre | 18:00 | Pal. Deportes     | 500 |
| Torrepacheco       | 1 - 7 | Cajasur Córdoba      | 29 de noviembre | 18:00 | Virgen del Pasico | 200 |
| Somotrans Móstoles | 3 - 1 | Teccan Logroño       | 29 de noviembre | 18:15 | Villafontana      | 250 |
| Zona Franca Cádiz  | 0 - 3 | UCAM Murcia          | 29 de noviembre | 19:00 | Centro Histórico  | 100 |
| Femesala Elche     | 4 - 4 | Encofra Navalcarnero | 29 de noviembre | 19:30 | Esperanza Lag     | 400 |
| Mainfer Zaragoza   | 3 - 0 | Gironella            | 30 de noviembre | 12:00 | siglo XXI         | 350 |

| Encofra Navalcarnero | 3 - 3 | Somotrans Móstoles | 6 de diciembre | 17:30 | La Estación           | 500 |
| Gironella            | 1 - 3 | Ponte Ourense      | 6 de diciembre | 18:00 | Mun. Gironella        | 400 |
| Pinto                | 0 - 0 | Soto del Real      | 6 de diciembre | 18:00 | Príncipes de Asturias | 250 |
| Cajasur Córdoba      | 3 - 0 | Zona Franca Cádiz  | 6 de diciembre | 18:30 | PDM Vista Alegre      | 200 |
| Teccan Logroño       | 3 - 2 | Torrepacheco       | 6 de diciembre | 18:30 | Lobete                | 200 |
| Valdetires Ferrol    | 2 - 2 | Mainfer Zaragoza   | 6 de diciembre | 20:00 | Esteiro               | 100 |
| UCAM Murcia          | 3 - 3 | Diamante Rioja     | 7 de diciembre | 12:00 | Infante               | 200 |
| Valladolid FSF       | 3 - 9 | Femesala Elche     | 7 de diciembre | 12:30 | Pilar Fdez Valderrama | 250 |

| Gironella          | 5 - 0 | Valdetires Ferrol    | 13 de diciembre | 17:00 | Mun. Gironella    | 300 |
| Soto del Real      | 1 - 6 | UCAM Murcia          | 13 de diciembre | 17:00 | Mun. Soto Real    | 50  |
| Ponte Ourense      | 4 - 5 | Femesala Elche       | 13 de diciembre | 17:00 | Los Remedios      | 400 |
| Somotrans Móstoles | 8 - 2 | Valladolid FSF       | 13 de diciembre | 18:15 | Villafontana      | 350 |
| Zona Franca Cádiz  | 2 - 1 | Teccan Logroño       | 13 de diciembre | 18:30 | Centro Histórico  | 130 |
| Torrepacheco       | 2 - 5 | Encofra Navalcarnero | 13 de diciembre | 19:00 | Virgen del Pasico | 250 |
| Mainfer Zaragoza   | 1 - 1 | Pinto                | 14 de diciembre | 12:00 | siglo XXI         | 350 |
| Diamante Rioja     | 6 - 2 | Cajasur Córdoba      | 14 de diciembre | 12:30 | Pal. Deportes     | 100 |

| Ponte Ourense        | 12 - 2 | Valdetires Ferrol  | 10 de enero | 16:30 | Paco Paz              | 300 |
| Encofra Navalcarnero | 7 - 1  | Zona Franca Cádiz  | 10 de enero | 17:30 | La Estación           | 250 |
| Pinto                | 7 - 1  | Gironella          | 10 de enero | 18:00 | Príncipes de Asturias | 200 |
| Cajasur Córdoba      | 6 - 0  | Soto del Real      | 10 de enero | 18:30 | PDM Vista Alegre      | 150 |
| Femesala Elche       | 2 - 3  | Somotrans Móstoles | 10 de enero | 19:30 | Esperanza Lag         | 820 |
| Teccan Logroño       | 1 - 4  | Diamante Rioja     | 11 de enero | 12:30 | Lobete                | 600 |
| Valladolid FSF       | 5 - 4  | Torrepacheco       | 11 de enero | 12:30 | Pilar Fdez Valderrama | 200 |
| UCAM Murcia          | 7 - 1  | Mainfer Zaragoza   | 16 de enero | 20:00 | Infante               | 150 |

| Diamante Rioja     | 4 - 5 | Encofra Navalcarnero | 17 de enero | 18:00 | Pal. Deportes     |     |
| Soto del Real      | 3 - 7 | Teccan Logroño       | 17 de enero | 18:00 | Mun. Soto Real    | 200 |
| Somotrans Móstoles | 4 - 2 | Ponte Ourense        | 17 de enero | 18:15 | Villafontana      | 150 |
| Zona Franca Cádiz  | 2 - 7 | Valladolid FSF       | 17 de enero | 18:30 | Centro Histórico  | 150 |
| Torrepacheco       | 0 - 1 | Femesala Elche       | 17 de enero | 19:00 | Virgen del Pasico | 150 |
| Valdetires Ferrol  | 2 - 7 | Pinto                | 17 de enero | 20:00 | Esteiro           | 150 |
| Gironella          | 4 - 3 | UCAM Murcia          | 18 de enero | 12:00 | Mun. Gironella    | 250 |
| Mainfer Zaragoza   | 2 - 6 | Cajasur Córdoba      | 18 de enero | 12:00 | siglo XXI         | 200 |

| Soto del Real                                                          | 1 - 6 | Encofra Navalcarnero | 24 de enero  | 17:00 | Mun. Soto Real        | 200 |
| Diamante Rioja                                                         | 8 - 0 | Valladolid FSF       | 24 de enero  | 18:00 | Pal. Deportes         | 300 |
| Gironella                                                              | 1 - 4 | Cajasur Córdoba      | 24 de enero  | 18:00 | Mun. Gironella        | 200 |
| Pinto                                                                  | 0 - 3 | Ponte Ourense        | 24 de enero  | 18:00 | Príncipes de Asturias | 200 |
| Torrepacheco                                                           | 2 - 6 | Somotrans Móstoles   | 24 de enero  | 18:00 | Virgen del Pasico     | 150 |
| Mainfer Zaragoza                                                       | 6 - 6 | Teccan Logroño       | 25 de enero  | 12:00 | siglo XXI             | 350 |
| Valdetires Ferrol                                                      | 1 - 5 | UCAM Murcia          | 25 de enero  | 12:30 | Esteiro               | 100 |
| Zona Franca Cádiz                                                      | 0 - 7 | Femesala Elche       | 23 de mayoN1 |       | Centro Histórico      | 400 |
| Nota 1: Se aplazó el partido por las filtraciones de agua del pabellón |       |                      |              |       |                       |     |

| UCAM Murcia          | 0 - 2 | Pinto             | 7 de febrero | 16:00 | Infante               | 100 |
| Ponte Ourense        | 2 - 0 | Torrepacheco      | 7 de febrero | 17:00 | Los Remedios          | 400 |
| Somotrans Móstoles   | 8 - 1 | Zona Franca Cádiz | 7 de febrero | 17:00 | Villafontana          | 150 |
| Encofra Navalcarnero | 4 - 3 | Mainfer Zaragoza  | 7 de febrero | 17:30 | La Estación           | 400 |
| Teccan Logroño       | 3 - 1 | Gironella         | 7 de febrero | 18:30 | Lobete                | 350 |
| Cajasur Córdoba      | 7 - 1 | Valdetires Ferrol | 7 de febrero | 18:30 | PDM Vista Alegre      | 200 |
| Femesala Elche       | 4 - 2 | Diamante Rioja    | 7 de febrero | 19:00 | Esperanza Lag         | 550 |
| Valladolid FSF       | 9 - 1 | Soto del Real     | 9 de febrero | 12:30 | Pilar Fdez Valderrama | 400 |

| UCAM Murcia       | 3 - 3 | Ponte Ourense        | 14 de febrero | 16:00 | Infante               | 100 |
| Soto del Real     | 0 - 2 | Femesala Elche       | 14 de febrero | 17:00 | Mun. Soto Real        | 300 |
| Gironella         | 1 - 2 | Encofra Navalcarnero | 14 de febrero | 17:00 | Mun. Gironella        | 250 |
| Diamante Rioja    | 2 - 3 | Somotrans Móstoles   | 14 de febrero | 18:00 | Pal. Deportes         | 250 |
| Zona Franca Cádiz | 1 - 3 | Torrepacheco         | 14 de febrero | 18:15 | Centro Histórico      | 100 |
| Pinto             | 1 - 3 | Cajasur Córdoba      | 14 de febrero | 19:45 | Príncipes de Asturias | 200 |
| Valdetires Ferrol | 2 - 3 | Teccan Logroño       | 14 de febrero | 20:00 | Esteiro               | 100 |
| Mainfer Zaragoza  | 4 - 2 | Valladolid FSF       | 15 de febrero | 12:00 | siglo XXI             | 250 |

| Femesala Elche       | 4 - 3 | Mainfer Zaragoza  | 21 de febrero | 16:30 | Esperanza Lag         | 400 |
| Encofra Navalcarnero | 9 - 0 | Valdetires Ferrol | 21 de febrero | 17:30 | La Estación           | 200 |
| Torrepacheco         | 6 - 7 | Diamante Rioja    | 21 de febrero | 18:00 | Virgen del Pasico     | 100 |
| Somotrans Móstoles   | 7 - 3 | Soto del Real     | 21 de febrero | 18:15 | Villafontana          | 150 |
| Cajasur Córdoba      | 3 - 2 | UCAM Murcia       | 21 de febrero | 18:30 | PDM Vista Alegre      | 200 |
| Ponte Ourense        | 2 - 2 | Zona Franca Cádiz | 21 de febrero | 19:00 | Los Remedios          | 200 |
| Teccan Logroño       | 1 - 3 | Pinto             | 21 de febrero | 19:00 | Lobete                | 300 |
| Valladolid FSF       | 3 - 1 | Gironella         | 22 de febrero | 12:30 | Pilar Fdez Valderrama | 250 |

| UCAM Murcia       | 4 - 4 | Teccan Logroño       | 28 de febrero | 16:00 | Infante               | 150 |
| Soto del Real     | 4 - 3 | Torrepacheco         | 28 de febrero | 17:00 | Mun. Soto Real        | 150 |
| Gironella         | 2 - 2 | Femesala Elche       | 28 de febrero | 18:00 | Mun. Gironella        | 300 |
| Cajasur Córdoba   | 5 - 2 | Ponte Ourense        | 28 de febrero | 18:30 | PDM Vista Alegre      | 200 |
| Pinto             | 2 - 3 | Encofra Navalcarnero | 28 de febrero | 19:30 | Príncipes de Asturias | 200 |
| Valdetires Ferrol | 0 - 7 | Valladolid FSF       | 28 de febrero | 20:00 | Esteiro               | 120 |
| Mainfer Zaragoza  | 6 - 8 | Somotrans Móstoles   | 1 de marzo    | 12:30 | siglo XXI             | 250 |
| Diamante Rioja    | 2 - 0 | Zona Franca Cádiz    | 1 de marzo    | 12:30 | Pal. Deportes         | 200 |

| Ponte Ourense        | 2 - 2 | Diamante Rioja    | 21 de marzo | 17:00 | Los Remedios          | 400 |
| Encofra Navalcarnero | 4 - 1 | UCAM Murcia       | 21 de marzo | 17:30 | La Estación           | 200 |
| Torrepacheco         | 5 - 3 | Mainfer Zaragoza  | 21 de marzo | 18:00 | Virgen del Pasico     | 100 |
| Somotrans Móstoles   | 4 - 4 | Gironella         | 21 de marzo | 18:15 | Villafontana          | 300 |
| Zona Franca Cádiz    | 1 - 5 | Soto del Real     | 21 de marzo | 18:30 | Centro Histórico      | 150 |
| Teccan Logroño       | 2 - 5 | Cajasur Córdoba   | 21 de marzo | 18:30 | Lobete                | 200 |
| Femesala Elche       | 4 - 1 | Valdetires Ferrol | 21 de marzo | 19:00 | Esperanza Lag         | 450 |
| Valladolid FSF       | 2 - 4 | Pinto             | 22 de marzo | 12:30 | Pilar Fdez Valderrama | 300 |

| Gironella         | 6 - 0  | Torrepacheco         | 14 de marzo | 17:00 | Mun. Gironella        | 400 |
| Teccan Logroño    | 3 - 3  | Ponte Ourense        | 14 de marzo | 17:00 | Lobete                | 250 |
| Cajasur Córdoba   | 1 - 1  | Encofra Navalcarnero | 14 de marzo | 18:30 | PDM Vista Alegre      | 300 |
| Soto del Real     | 2 - 5  | Diamante Rioja       | 14 de marzo | 19:00 | Mun. Soto Real        | 200 |
| Pinto             | 4 - 5  | Femesala Elche       | 14 de marzo | 19:00 | Príncipes de Asturias | 150 |
| Valdetires Ferrol | 1 - 11 | Somotrans Móstoles   | 14 de marzo | 20:00 | Esteiro               | 100 |
| Mainfer Zaragoza  | 8 - 0  | Zona Franca Cádiz    | 15 de marzo | 12:00 | siglo XXI             | 150 |
| UCAM Murcia       | 6 - 5  | Valladolid FSF       | 15 de marzo | 12:30 | Infante               | 100 |

| Zona Franca Cádiz    | 1 - 1 | Gironella         | 4 de abril | 16:00 | Centro Histórico      | 200 |
| Ponte Ourense        | 5 - 3 | Soto del Real     | 4 de abril | 17:00 | Los Remedios          | 300 |
| Encofra Navalcarnero | 8 - 1 | Teccan Logroño    | 4 de abril | 17:30 | La Estación           | 200 |
| Torrepacheco         | 6 - 4 | Valdetires Ferrol | 4 de abril | 18:00 | Virgen del Pasico     | 200 |
| Somotrans Móstoles   | 5 - 5 | Pinto             | 4 de abril | 18:15 | Villafontana          | 400 |
| Femesala Elche       | 5 - 3 | UCAM Murcia       | 4 de abril | 19:00 | Esperanza Lag         | 450 |
| Valladolid FSF       | 3 - 3 | Cajasur Córdoba   | 5 de abril | 12:30 | Pilar Fdez Valderrama | 150 |
| Diamante Rioja       | 8 - 3 | Mainfer Zaragoza  | 5 de abril | 12:30 | Pal. Deportes         | 300 |

| Gironella            | 2 - 3 | Diamante Rioja     | 18 de abril | 18:00 | Mun. Gironella        | 250 |
| UCAM Murcia          | 1 - 3 | Somotrans Móstoles | 18 de abril | 18:30 | Infante               | 300 |
| Cajasur Córdoba      | 4 - 4 | Femesala Elche     | 18 de abril | 18:30 | PDM Vista Alegre      | 200 |
| Teccan Logroño       | 4 - 1 | Valladolid FSF     | 18 de abril | 18:30 | Lobete                | 250 |
| Encofra Navalcarnero | 4 - 1 | Ponte Ourense      | 18 de abril | 19:30 | Estación              | 250 |
| Valdetires Ferrol    | 4 - 2 | Zona Franca Cádiz  | 18 de abril | 20:00 | Esteiro               | 150 |
| Pinto                | 6 - 2 | Torrepacheco       | 18 de abril | 20:00 | Príncipes de Asturias | 100 |
| Mainfer Zaragoza     | 5 - 4 | Soto del Real      | 19 de abril | 12:45 | siglo XXI             | 200 |

| Ponte Ourense      | 5 - 5  | Mainfer Zaragoza     | 25 de abril | 16:30 | Los Remedios          | 300 |
| Somotrans Móstoles | 2 - 3  | Cajasur Córdoba      | 25 de abril | 17:30 | Villafontana          | 400 |
| Soto del Real      | 1 - 0  | Gironella            | 25 de abril | 18:00 | Mun. Soto Real        | 200 |
| Femesala Elche     | 3 - 0  | Teccan Logroño       | 25 de abril | 18:00 | Esperanza Lag         | 300 |
| Torrepacheco       | 4 - 5  | UCAM Murcia          | 25 de abril | 18:00 | Virgen del Pasico     | 200 |
| Zona Franca Cádiz  | 0 - 1  | Pinto                | 25 de abril | 18:30 | Centro Histórico      | 200 |
| Valladolid FSF     | 2 - 3  | Encofra Navalcarnero | 26 de abril | 12:30 | Pilar Fdez Valderrama | 200 |
| Diamante Rioja     | 14 - 0 | Valdetires Ferrol    | 26 de abril | 12:30 | Pal. Deportes         | 200 |

| Encofra Navalcarnero | 1 - 5 | Femesala Elche     | 2 de mayo | 17:30 | Estación              | 300 |
| Gironella            | 1 - 1 | Mainfer Zaragoza   | 2 de mayo | 18:00 | Mun. Gironella        | 300 |
| UCAM Murcia          | 4 - 2 | Zona Franca Cádiz  | 2 de mayo | 18:30 | Infante               | 200 |
| Cajasur Córdoba      | 5 - 3 | Torrepacheco       | 2 de mayo | 18:30 | PDM Vista Alegre      | 150 |
| Valdetires Ferrol    | 2 - 6 | Soto del Real      | 2 de mayo | 20:00 | Esteiro               | 100 |
| Valladolid FSF       | 6 - 1 | Ponte Ourense      | 3 de mayo | 12:30 | Pilar Fdez Valderrama | 250 |
| Pinto                | 4 - 8 | Diamante Rioja     | 3 de mayo | 13:00 | Príncipes de Asturias | 100 |
| Teccan Logroño       | 0 - 3 | Somotrans Móstoles | 3 de mayo | 13:00 | Lobete                | 300 |

| Ponte Ourense      | 5 - 4 | Gironella            | 9 de mayo  | 16:30 | Los Remedios      | 300 |
| Diamante Rioja     | 4 - 4 | UCAM Murcia          | 9 de mayo  | 18:00 | Pal. Deportes     | 300 |
| Torrepacheco       | 1 - 4 | Teccan Logroño       | 9 de mayo  | 18:00 | Virgen del Pasico | 300 |
| Somotrans Móstoles | 4 - 3 | Encofra Navalcarnero | 9 de mayo  | 18:15 | Villafontana      | 500 |
| Femesala Elche     | 6 - 3 | Valladolid FSF       | 9 de mayo  | 18:30 | Esperanza Lag     | 200 |
| Mainfer Zaragoza   | 7 - 3 | Valdetires Ferrol    | 9 de mayo  | 18:45 | siglo XXI         | 200 |
| Soto del Real      | 4 - 5 | Pinto                | 9 de mayo  | 19:00 | Mun. Soto Real    | 100 |
| Zona Franca Cádiz  | 1 - 5 | Cajasur Córdoba      | 10 de mayo | 12:00 | Ciudad de Cádiz   | 200 |

| Encofra Navalcarnero | 7 - 1 | Torrepacheco       | 16 de mayo | 17:30 | La Estación           | 200 |
| Pinto                | 4 - 3 | Mainfer Zaragoza   | 16 de mayo | 18:00 | Príncipes de Asturias | 100 |
| UCAM Murcia          | 7 - 2 | Soto del Real      | 16 de mayo | 18:30 | Infante               | 150 |
| Cajasur Córdoba      | 7 - 5 | Diamante Rioja     | 16 de mayo | 18:30 | PDM Vista Alegre      | 200 |
| Teccan Logroño       | 8 - 0 | Zona Franca Cádiz  | 16 de mayo | 18:30 | Gonzalo de Berceo     | 200 |
| Femesala Elche       | 6 - 2 | Ponte Ourense      | 16 de mayo | 18:30 | Esperanza Lag         | 300 |
| Valdetires Ferrol    | 3 - 5 | Gironella          | 16 de mayo | 20:00 | Esteiro               | 100 |
| Valladolid FSF       | 4 - 5 | Somotrans Móstoles | 17 de mayo | 12:30 | Pilar Fdez Valderrama | 300 |

| Zona Franca Cádiz  | 1 - 2 | Encofra Navalcarnero | 30 de mayo | 17:00 | Centro Histórico  | 200 |
| Diamante Rioja     | 2 - 1 | Teccan Logroño       | 30 de mayo | 18:00 | Lobete            | 400 |
| Valdetires Ferrol  | 0 - 8 | Ponte Ourense        | 30 de mayo | 18:30 | Esteiro           | 100 |
| Gironella          | 1 - 1 | Pinto                | 30 de mayo | 18:30 | Mun. Gironella    | 500 |
| Soto del Real      | 1 - 4 | Cajasur Córdoba      | 30 de mayo | 18:30 | Mun. Soto Real    | 100 |
| Torrepacheco       | 3 - 4 | Valladolid FSF       | 30 de mayo | 18:30 | Virgen del Pasico | 200 |
| Somotrans Móstoles | 2 - 3 | Femesala Elche       | 30 de mayo | 18:30 | Villafontana      | 400 |
| Mainfer Zaragoza   | 6 - 5 | UCAM Murcia          | 31 de mayo | 12:00 | siglo XXI         | 150 |

| Pinto                | 7 - 5 | Valdetires Ferrol  | 6 de junio | 17:00 | Príncipes de Asturias | 100 |
| UCAM Murcia          | 6 - 5 | Gironella          | 6 de junio | 18:00 | Cabezo de Torres      | 150 |
| Encofra Navalcarnero | 3 - 5 | Diamante Rioja     | 6 de junio | 18:30 | La Estación           | 100 |
| Cajasur Córdoba      | 3 - 2 | Mainfer Zaragoza   | 6 de junio | 18:30 | PDM Vista Alegre      | 700 |
| Teccan Logroño       | 2 - 1 | Soto del Real      | 6 de junio | 18:30 | Lobete                | 200 |
| Femesala Elche       | 7 - 0 | Torrepacheco       | 6 de junio | 18:30 | Esperanza Lag         | 700 |
| Ponte Ourense        | 4 - 3 | Somotrans Móstoles | 6 de junio | 18:30 | Los Remedios          | 300 |
| Valladolid FSF       | 4 - 0 | Zona Franca Cádiz  | 7 de junio | 12:30 | Pilar Fdez Valderrama | 100 |

## Estadísticas

### Goleadoras
| Puesto                                                  | Jugadora       | Equipo               | Goles |
| ------------------------------------------------------- | -------------- | -------------------- | ----- |
| 1                                                       | Peque          | Diamante Rioja       | 38    |
| 2                                                       | Ampi           | Cajasur Córdoba      | 37    |
| 3                                                       | Fabi           | Encofra Navalcarnero | 32    |
| 4                                                       | Sofía Vieria   | Somotrans Móstoles   | 29    |
| 5                                                       | Beatriz Martín | Somotrans Móstoles   | 27    |
| 5                                                       | Leti Sánchez   | UCAM Murcia          | 27    |
| 7                                                       | Sara Moreno    | Cajasur Córdoba      | 26    |
| 8                                                       | Pitu           | Somotrans Móstoles   | 25    |
| 8                                                       | Natalia Flores | Pinto FS             | 25    |
| 8                                                       | Dany Domingos  | Valladolid FSF       | 25    |
| Última actualización: 8 de junio de 2009. Fuente: ACFSF |                |                      |       |